# Такси в Москве

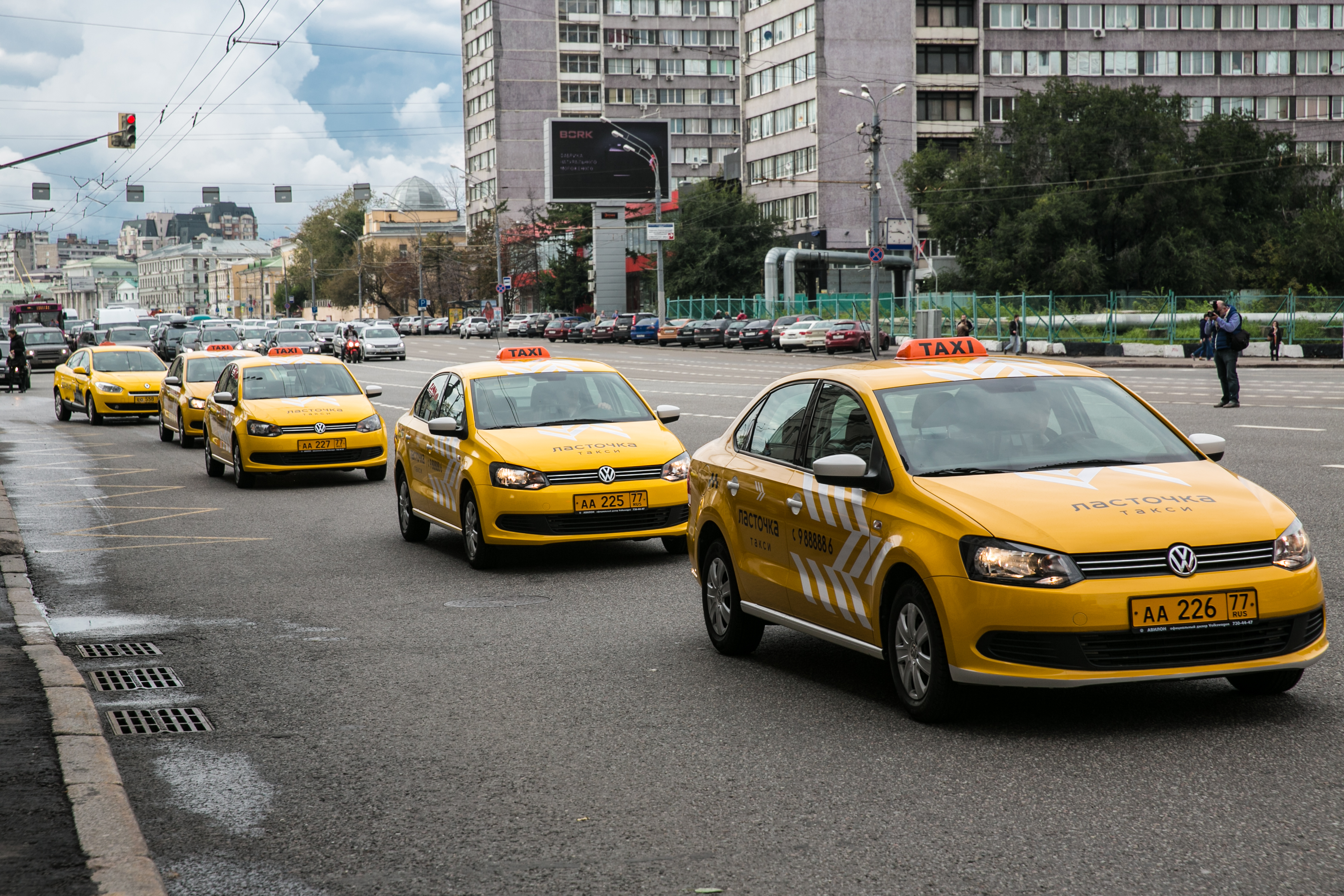
Такси на улицах Москвы, сентябрь 2013 года.

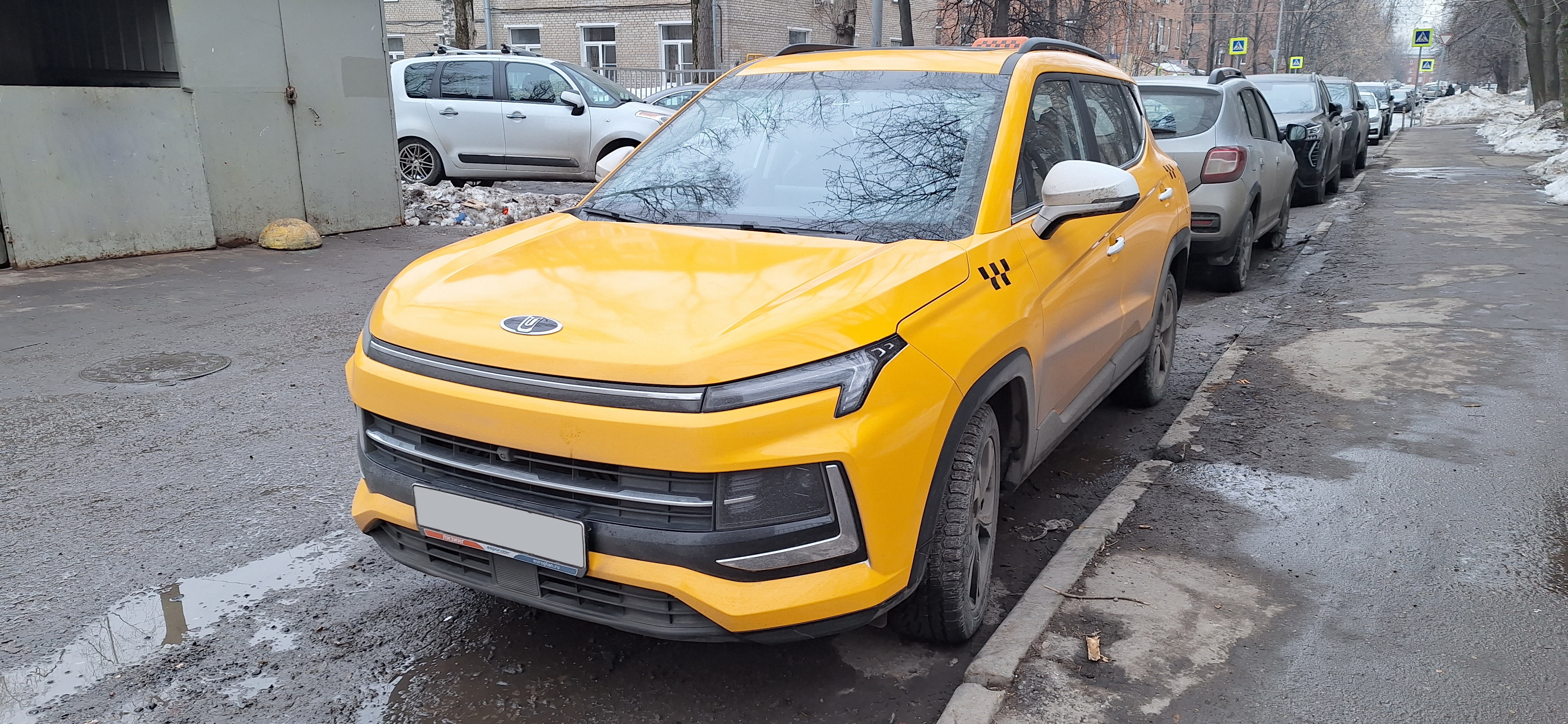
Москвич 3 в 2024 году.

Московское такси — вид общественного транспорта Москвы.
На конец 2018 года в Москве работает порядка 100 тыс. таксистов, которые получили разрешение в Москве и Московской области. С 2010 года количество такси увеличилось в 8 раз, а пассажиропоток вырос в 17 раз. На данный момент в сутки такси пользуется 760 тыс. москвичей. Время подачи такси с 2010 по 2018 год сократилось в 6 раз — с 30 до 5 минут. Такси в Москве могут ездить по выделенным полосам. В Москве действует сеть стоянок для такси — 319 стоянок на 1453 машиноместа. За 6 лет таксомоторным перевозчикам выдано 0,5 млрд рублей субсидий, которую потратили на закупку новых машин. Благодаря этому средний возраст такси в Москве снизился до 2,8 года.

## История
Самое раннее упоминание о такси в столице было опубликовано в газете «Голос Москвы» от 22 сентября (5 октября по новому стилю) 1907 года.
Вчера в Москве появился первый извозчик на автомобиле. Какой-то шофер привесил к своему небольшому «ольдсмобилю» плакат «извозчик, такса по соглашению».
Он разъезжал по улицам, останавливался на углах и, по-видимому, не мог пожаловаться на отсутствие седоков.
 Спустя шесть лет, к 1913 году, в Москве насчитывалось уже 224 таксомотора.
Первая централизованная городская служба такси в Москве была учреждена в июне 1925 года решением Моссовета и позиционировалась как комфортный транспорт, доступный рабочему человеку. В отсутствие автомобилей советского производства были закуплены машины «Фиат» и «Рено». Взять свободный автомобиль тогда можно было на «биржах» — специальных стоянках в оживлённых местах. Тариф составлял 50 копеек за версту, 4,5 рубля в час, на четверть дороже в ночное время. В 1930 году для московского такси закупили машины «Форд», а позднее их выпуск по лицензии был организован на Горьковском автозаводе под маркой ГАЗ-А (позднее в модифицированной версии ГАЗ-М1). В первой половине 1930-х ГАЗы были самыми распространёнными такси в Москве, позднее их начали заменять ЗИС-101, а старые ГАЗы отправлялись из столицы в провинцию. С 1934 года в городе начала работать диспетчерская служба для заказа такси по телефону. Машина выезжала к пассажиру со включенным счётчиком, а за вызов брали сверху 2 рубля.
В 1940 году в столице было около 3,5 тыс. такси. В 1960-е начался активный рост отрасли — в город приходили новые автомобили, открывались таксопарки. Общий парк столичного такси полностью укомплектовался символом того времени — автомобилями ГАЗ-21 «Волга». В 1975 году в Москве насчитывалось 16 000 легковых такси. Специально для таксопарков ГАЗ выпускал машины узнаваемой салатовой окраски, а к Олимпиаде, в соответствии с международными требованиями, таки приобрели ярко-жёлтый цвет и оранжевый плафон с шашечками на крыше. В конце 1980-х был создан Учебно-курсовой комбинат, который выпускал 3 000 высококвалифицированных водителей такси в год. Профессия таксиста считалась престижной, помимо автошколы водители проходили специальную подготовку и курсы повышения квалификации.
В 90-е таксопарки стали частными предприятиями — большая часть и вовсе превратилась в автосалоны и сервисы. Развитие отрасли остановилось. Функции такси выполняли частные извозчики "бомбилы" - водители, зазывающие пассажиров в людных местах или подбирающие "голосующих" пассажиров на улицах. Также работали небольшие частные таксопарки. Поиск машины составлял проблему: заказанные по телефону машины подавались клиенту минимум в течение получаса, для поездки с частным перевозчиком требовалось выйти на крупное шоссе. Стоимость проезда в обоих случаях была завышена, что приводило к конфликтам, криминализации сервиса и т.п.
После 2008 года право оказывать услуги такси получили только обладатели специального разрешения, отрасль вновь начала развиваться. В 2011 году Департамент транспорта Москвы начал реформу сферы таксомоторных перевозок, направленную на создание легального и конкурентного рынка. Были введены единые стандарты работы, новые требования к получателям лицензии, для легальных такси были оборудованы специальные стоянки. Эти изменения, а также развитие мобильных приложений для заказа такси, повысили качество и культуру обслуживания. К 2017 году в Москве работали 74 тысячи легальных такси, для которых были оборудованы 384 стоянки, время ожидания такси сократилось до 7 минут против 30 минут в 2010, а спрос вырос в 19 раз.

### Современное такси

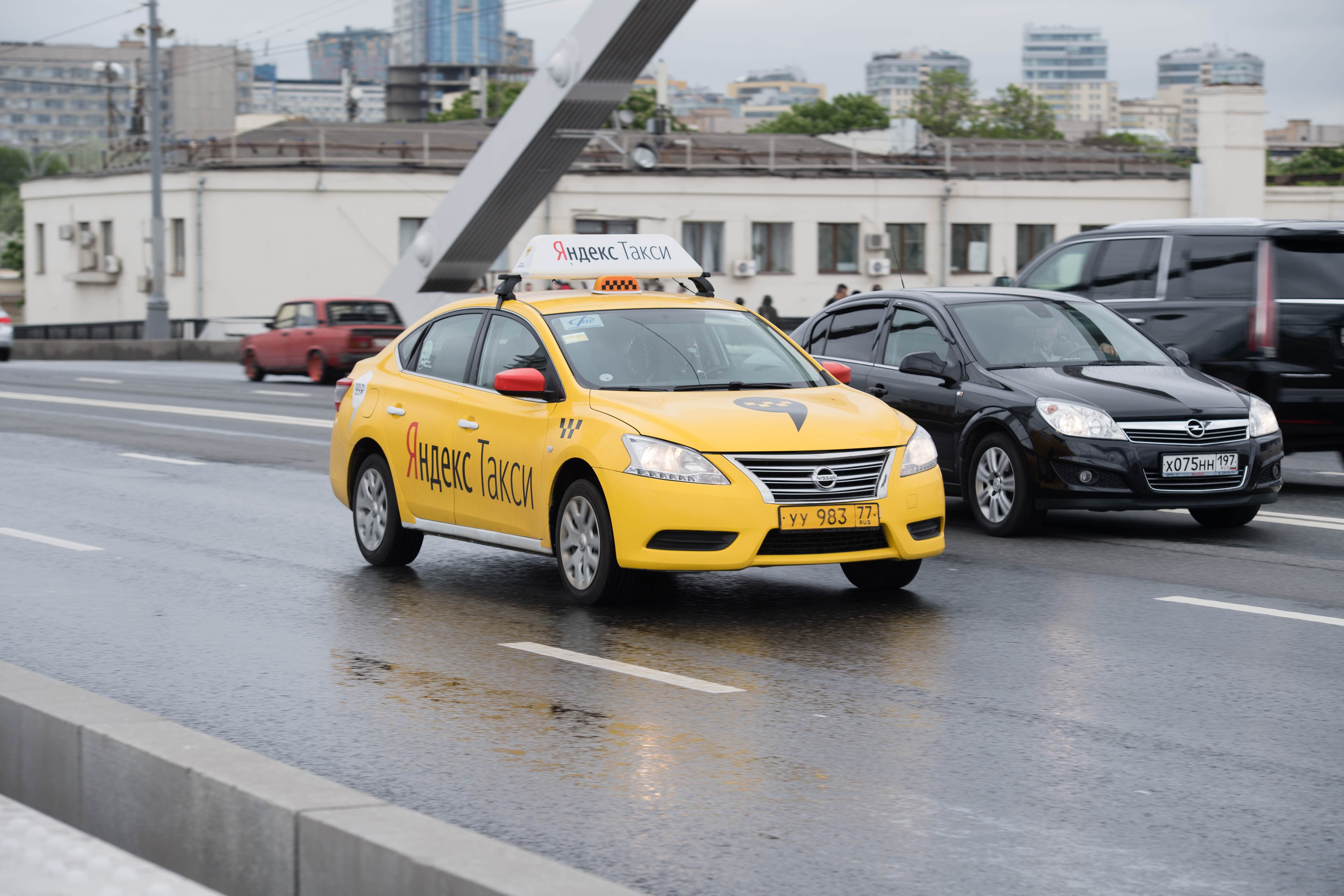
Брендированная машина «Яндекс.Такси»
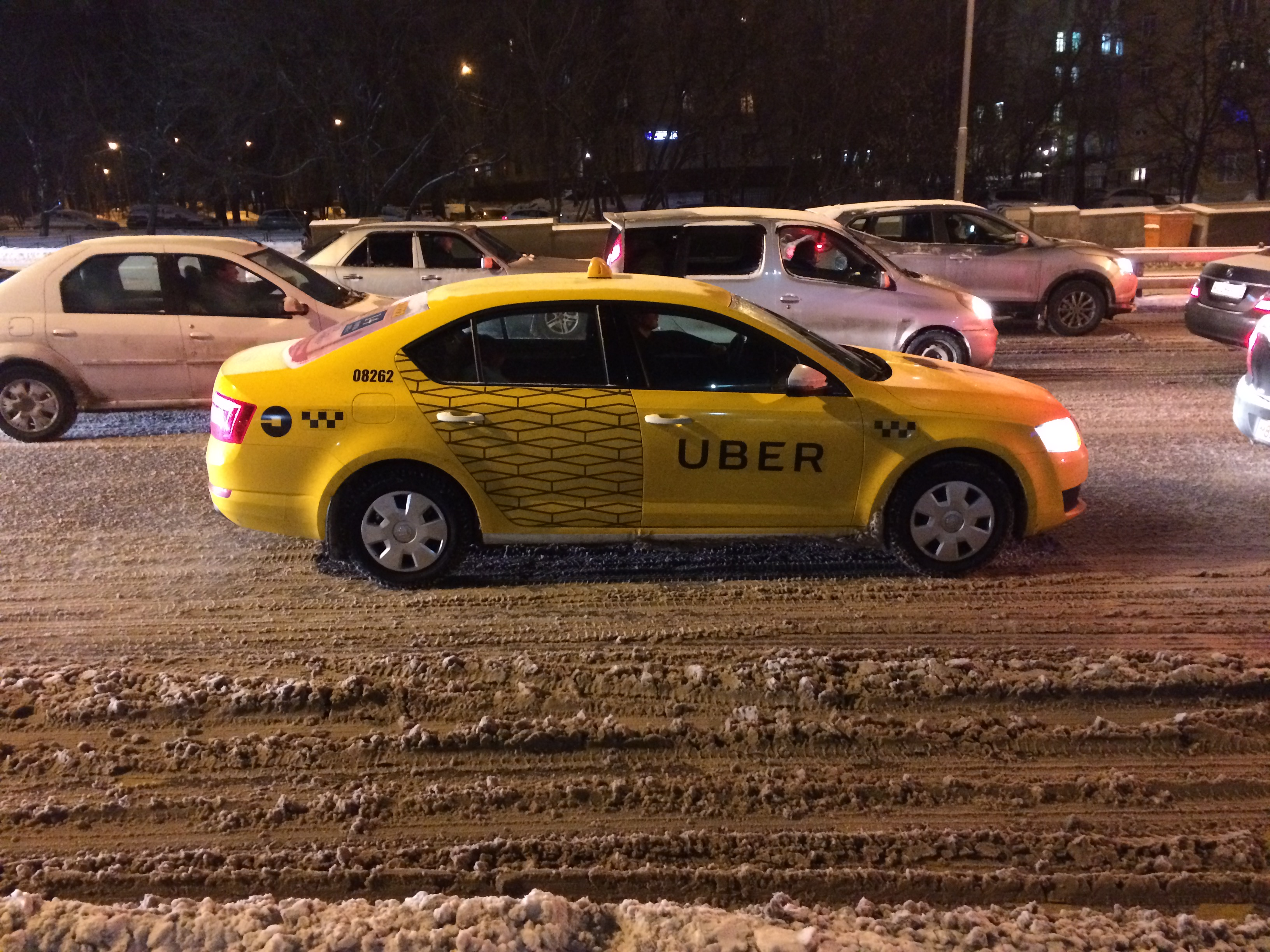
Автомобиль Uber на московской улице
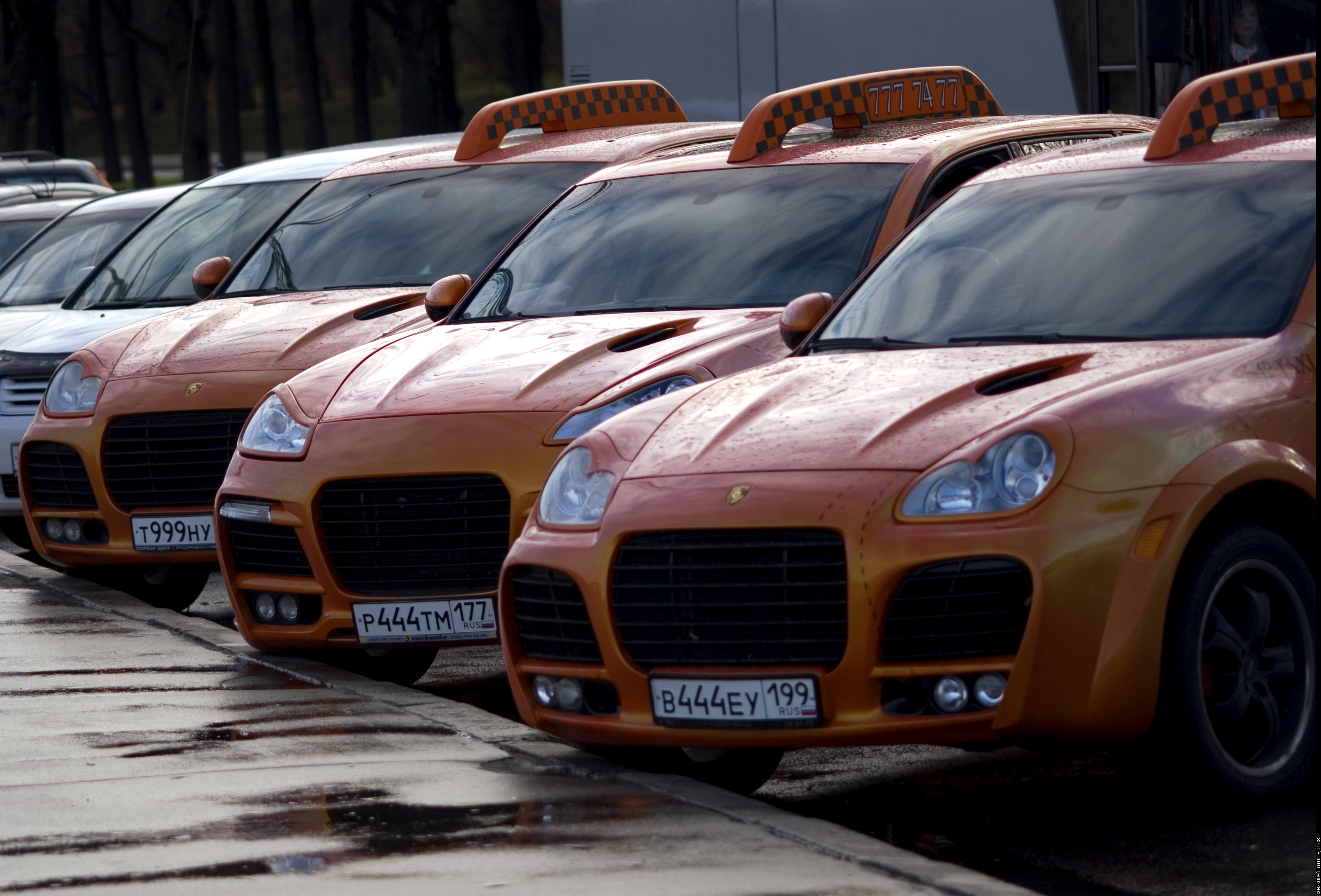
Автомобили Porsche Cayenne в качестве такси
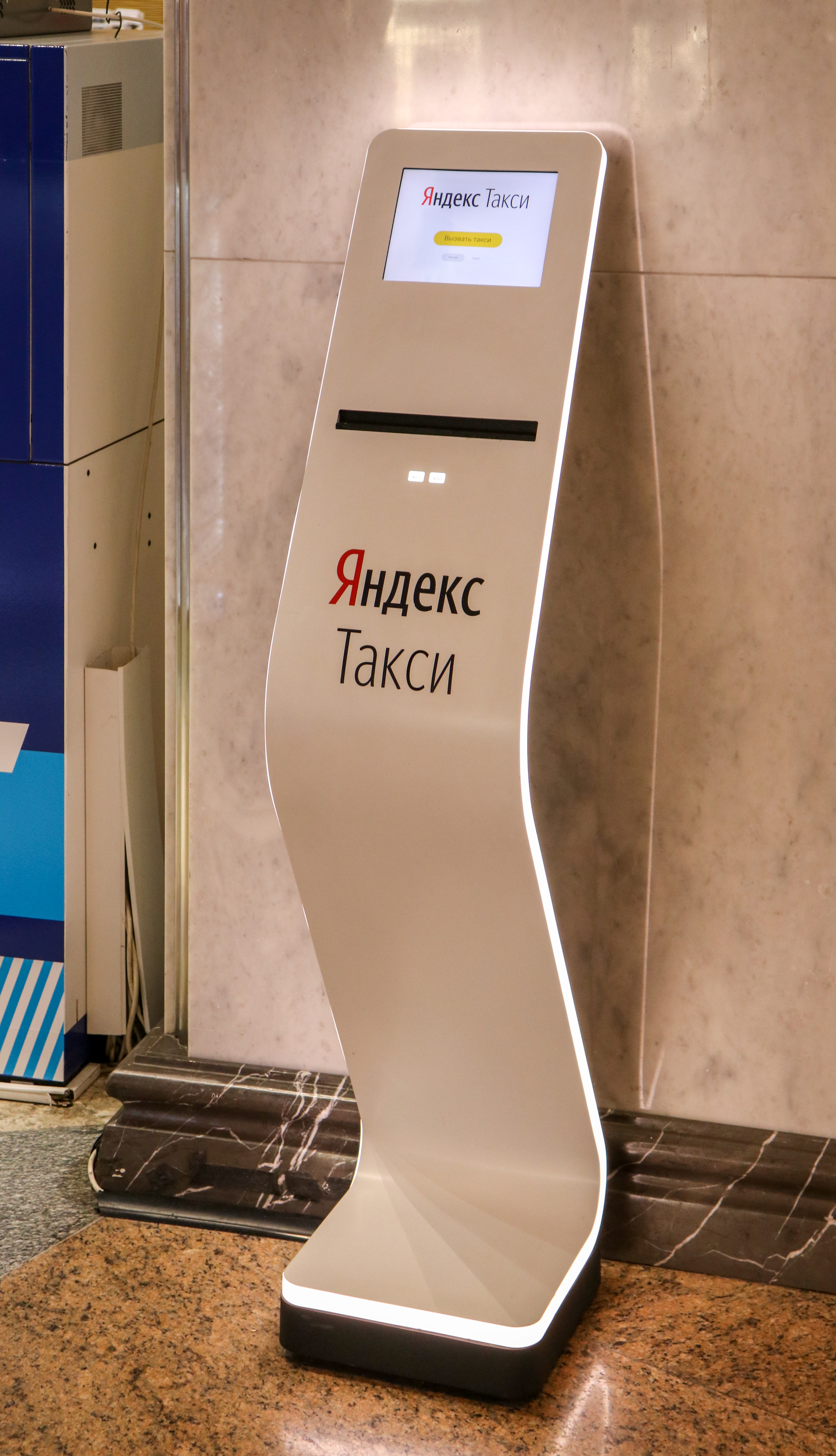
Стойка вызова «Яндекс.Такси»

### Исторические машины

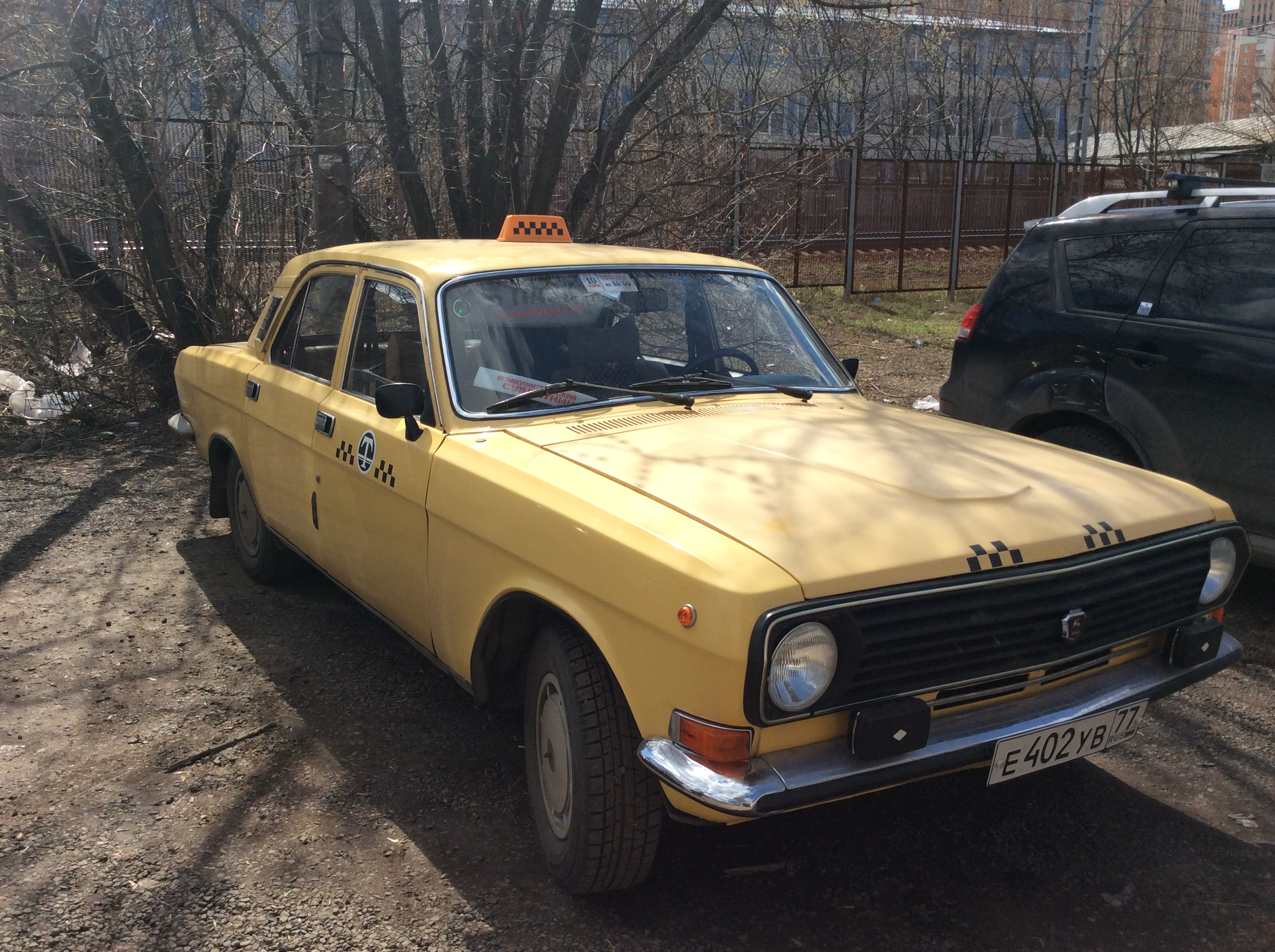
ГАЗ-24-10 «Волга» в качестве московского такси
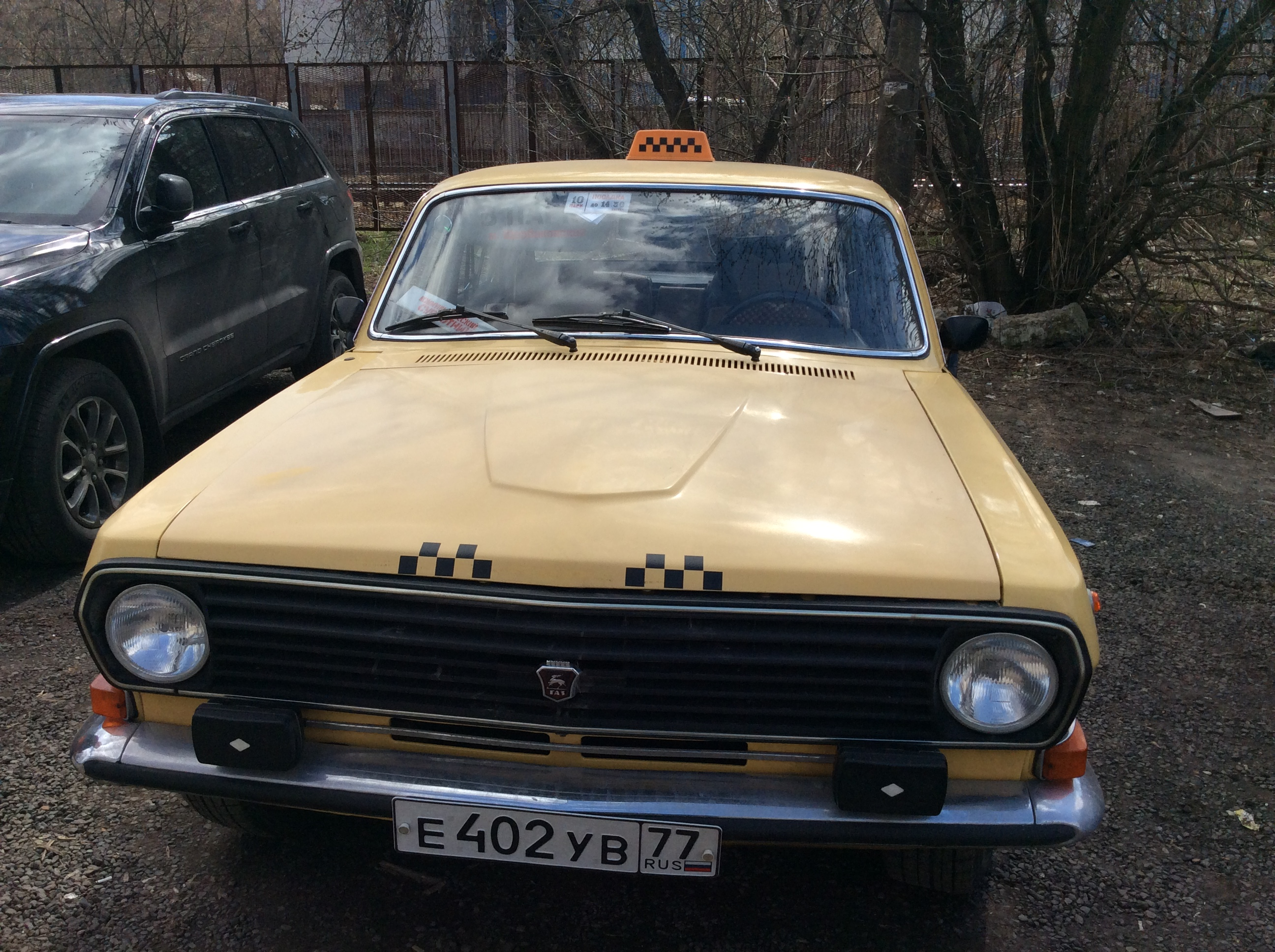
Вид спереди
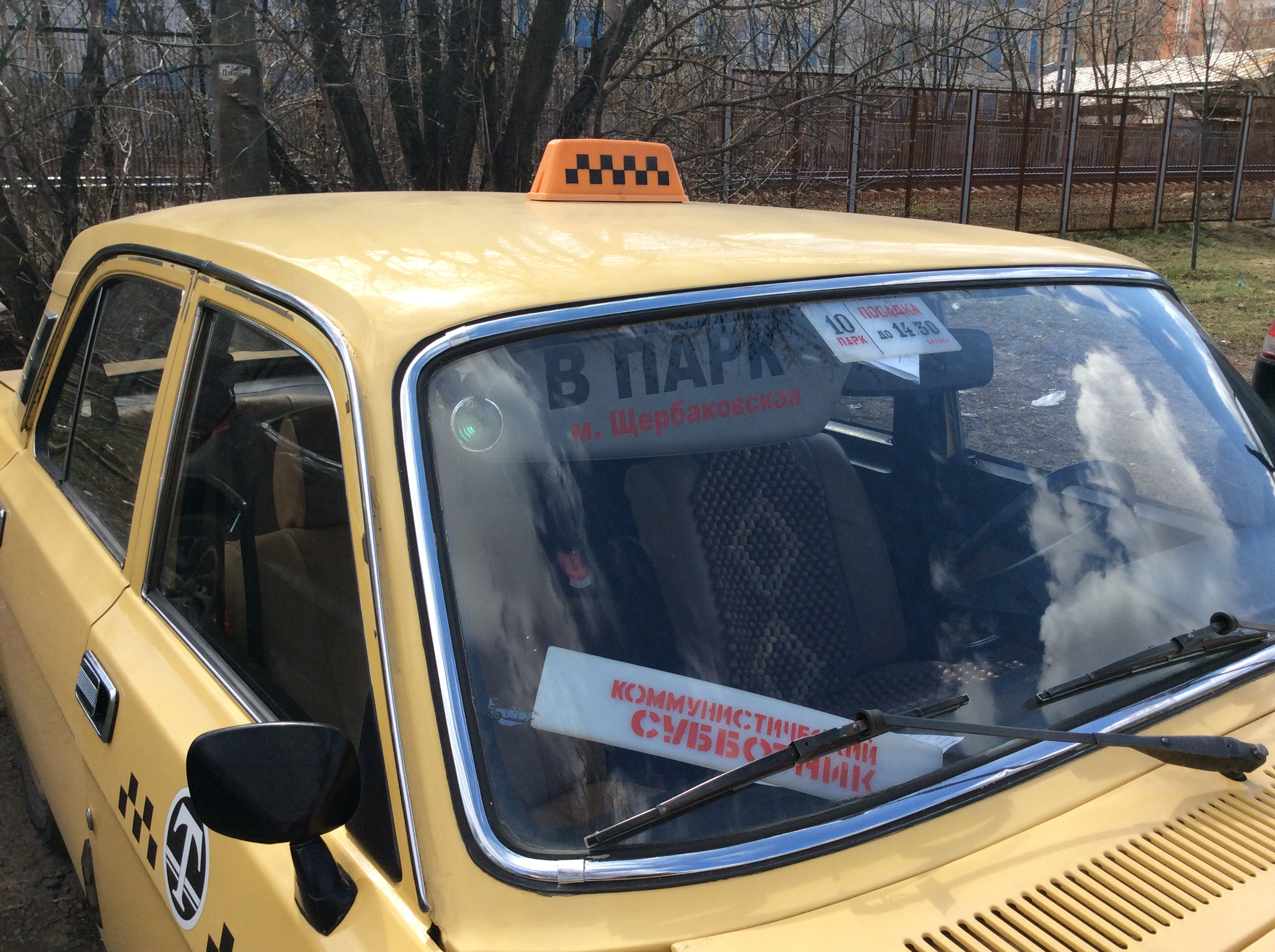
Зелёный фонарь («свободен»), табличка с номером парка и временем посадки
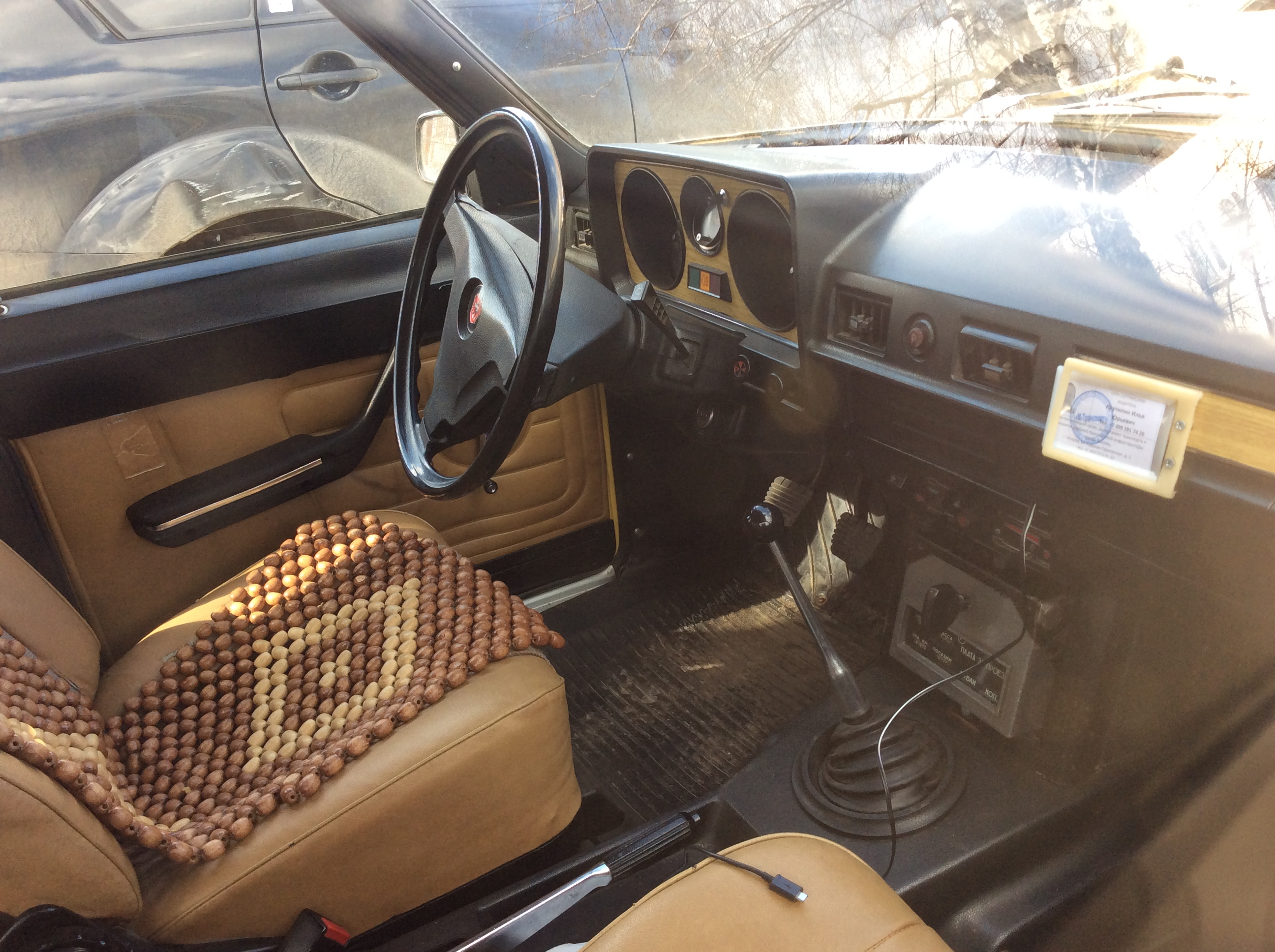
Информация о водителе, таксометр
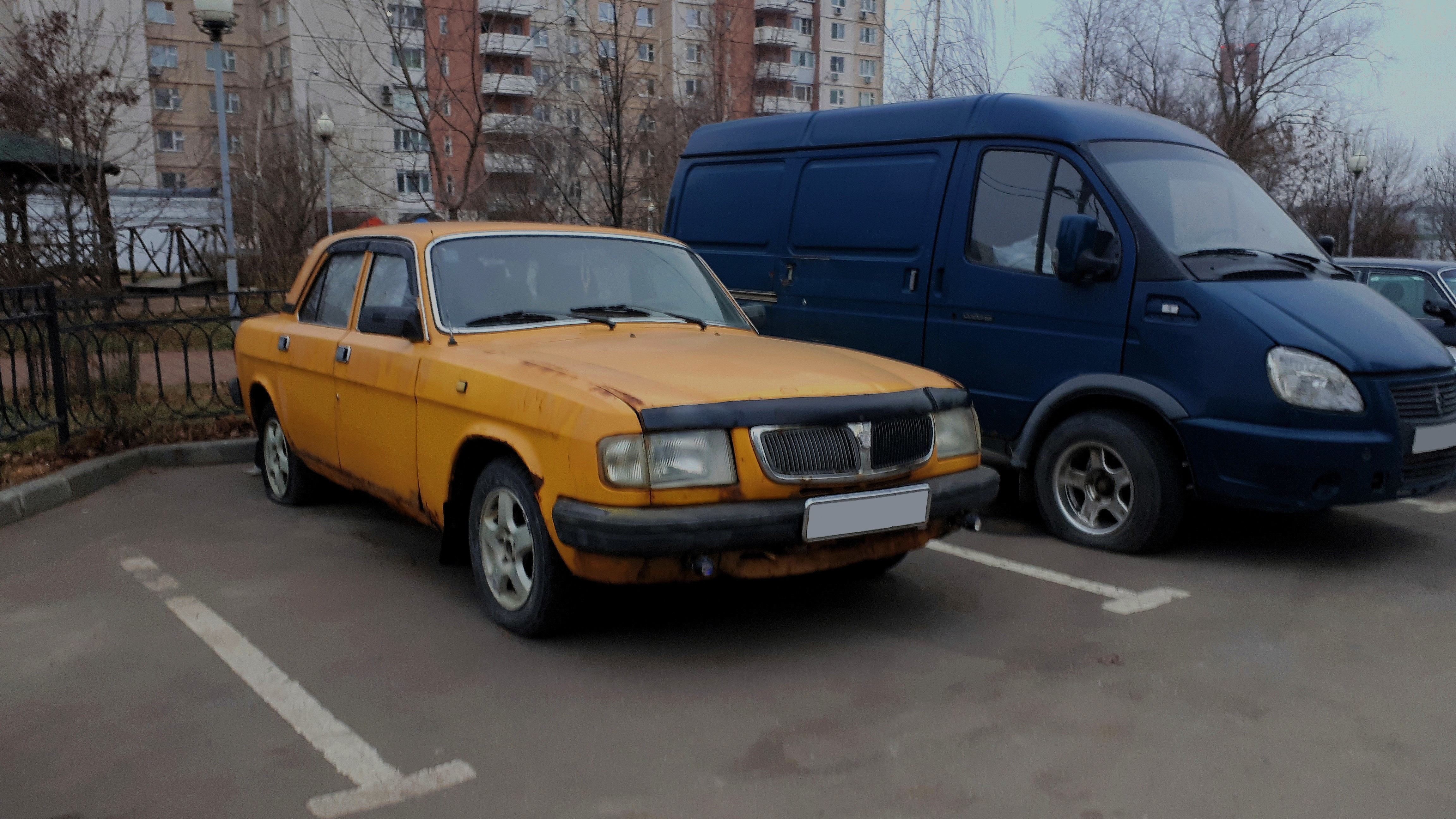
ГАЗ-3110, ранее работавшее в такси.

## Регулирование

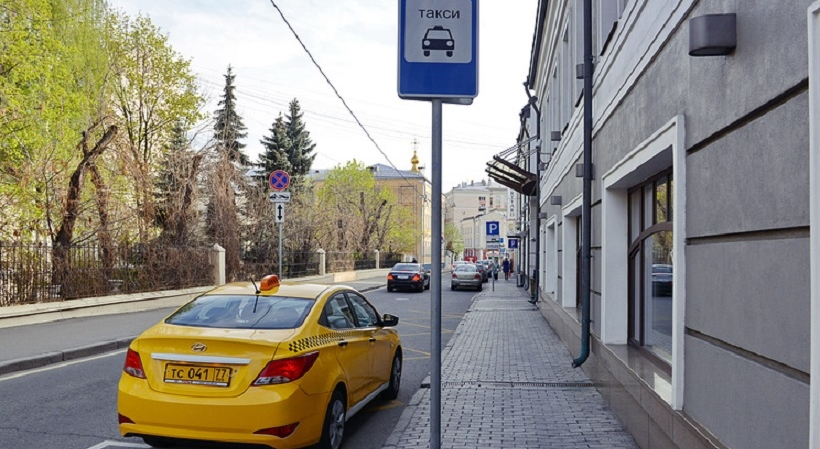
Место стоянки легкового такси в Москве, обозначенное дорожным знаком и разметкой.

Таксомоторные перевозки в Москве регулируются городским законом, принятым 11 июня 2008 года.. С 1 сентября 2011 года введены обязательные лицензии для такси, 1 июля — обязательная жёлтая окраска для автомобилей, осуществляющих таксомоторные перевозки. 
С 2014 года отслеживание работы таксомоторных компаний производится силами Московской административной дорожной инспекции. Так в начале 2017 года МАДИ в рамках проверки 29 столичных таксомоторных компаний выявила 93 нарушения, после чего 3 компании прекратили свою деятельность, а 26 перевозчиков исправили найденные недостатки. С 1 января МАДИ также контролирует доступность легкового такси для инвалидов любых групп.

## Агрегаторы такси
В Москве работают следующие крупнейшие агрегаторы такси: Яндекс Такси, Ситимобил, Uber, «Максим», «Везёт» и др., а 80 % заказов происходят через мобильные приложения.

## Статистика
| Год  | Годовой объём перевозок, пасс. | Среднесуточный объём перевозок, пасс. | Количество разрешений | Источники            |
| ---- | ------------------------------ | ------------------------------------- | --------------------- | -------------------- |
| 2013 | 73 млн                         |                                       | 37,7 тыс.             | [ 12 ] [ 13 ]        |
| 2014 | 70 млн                         |                                       | 49,7 тыс.             | [ 13 ] [ 14 ]        |
| 2015 | 100 млн                        | 260 тыс.                              | 55 тыс.               | [ 15 ] [ 16 ] [ 17 ] |
| 2016 | 212 млн                        | 582 тыс.                              | 74 тыс.               | [ 15 ]               |
| 2017 | —                              | 820 тыс. (по будням)                  | 82 тыс.               | [ 18 ] [ 19 ]        |
| 2018 |                                | 890 тыс.                              |                       | [ 20 ]               |